# الهندوسية في كوبا
الهندوسية هي ديانة أقلية في كوبا. يتبع الهندوسية 0.20 -0.21٪ من سكان كوبا. حركة هاري كريشنا لديها أيضا وجود في البلاد.